# 第21集团军 (德国国防军)
第21集团军（德語：21. Armee）是二战中的德国集团军。
1945年4月27日，欧洲战争接近尾声，德国第4集团军劃分出第21集团军，而且隶属于维斯瓦河集团军群，并一直战斗到1945年5月8日德国投降。